# Шахам, Рина
Рина Шахам (20 февраля 1930 года, Нью-Йорк, США — 22 июля 2004 года, Тель-Авив, Израиль) — израильская танцовщица, хореограф и балетмейстер. Шахам считается человеком, который принёс вместе с собой в Израиль американский танец и, в частности, манеру современного танца и хореографический стиль Марты Грэм. Со временем она сформировала неповторимый индивидуальный стиль, благодаря которому её считают одним из основателей современного танца в Израиле.

## Биография
Рина Шахам (урожденная Розалинда Гологорская) родилась в Нью-Йорке в 1930 году в семье еврейских иммигрантов из Одессы. Была третьим ребёнком в семье. Когда ей было 10 лет, семья уехала в поисках заработка в Лос-Анджелес, где юная Роузи впервые заинтересовалась танцами: по соседству с её домом находился еврейский общинный центр, музыка из которого привела её прямо к танцевальному классу её первой учительницы Хильды Хопи.
Когда Рине было 15 лет, её родители внезапно умерли и ей пришлось переехать в дом своей старшей сестры в Беркли недалеко от Сан-Франциско. Там она закончила среднюю школу. В этот период благодаря своим успешным выступлениям Рина получила стипендию танцевальной школы Welland Lanthrop. По окончании средней школы она вернулась в Лос-Анджелес.
В Лос-Анджелесе она участвовала в своей первой постановке «Варшавское гетто», поставленной Хильдой Хопи под оригинальную музыку Сергея Хубэя. Вскоре Рина перешла работать к Бенджамину Земаху — американскому хореографу еврейского происхождения из Лос-Анджелеса, с которым они вместе учились и выступали в постановках его театра. В молодёжной организации Ха-шомер Ха-цаир Кен, активным членом которой она являлась, 18-летняя Рина познакомилась с молодым израильским писателем Давидом Шахамом (сыном писателя Элиэзера Штайнмана) .
Рина и Давид поженились в ноябре 1948 года, вскоре переехав в Нью-Йорк, где Рина изучала стиль доминировавшего тогда американского современного танца. Около года она училась в группе Марты Грэм, разглядевшей в юной девушке незаурядный талант. Одновременно Рина училась у хореографа Мерса Каннингема, а также занималась музыкой и хореографией у музыканта Льюиса Хорста — музыкального руководителя Марты Грэм и Рут Сен-Дени, о котором она всегда отзывалась с большой признательностью как о человеке, оказавшем особое влияние на её работу. Жизнь в Нью-Йорке стала периодом становления Рины как танцовщицы и хореографа. Перед иммиграцией в Израиль Рина и Давид несколько месяцев жили в Париже. Там у неё завязалась длительная дружба с некоторыми артистами, в том числе с мимом Марселем Марсо.

## Творческие вехи
В 1951 году супруги Шахам иммигрировали в Израиль. После непродолжительного пребывания в кибуце Бейт-Альфа молодая пара поселилась в Тель-Авиве. Рина познакомилась с Гертрудой Краусс, известной в танцевальной среде, и присоединилась к её труппе «Израильский театр балета». Уже в 1951 году израильские зрители смогли познакомиться с особым талантом Рины Шахам: она солировала в постановке «Огонь в горах», поставленной Израильским театром балета. Хореографом выступил специально приглашённый в Израиль афроамериканский режиссёр-постановщик Талли Битти. Выступление Рины собрало множество похвал, в газетах её называли «огнём танца». В 1952 году Рину пригласили на роль принцессы в спектакль «Солдатский поступок» в театре Бхима на музыку Игоря Стравинского. Её выступление также получило лестные оценки.

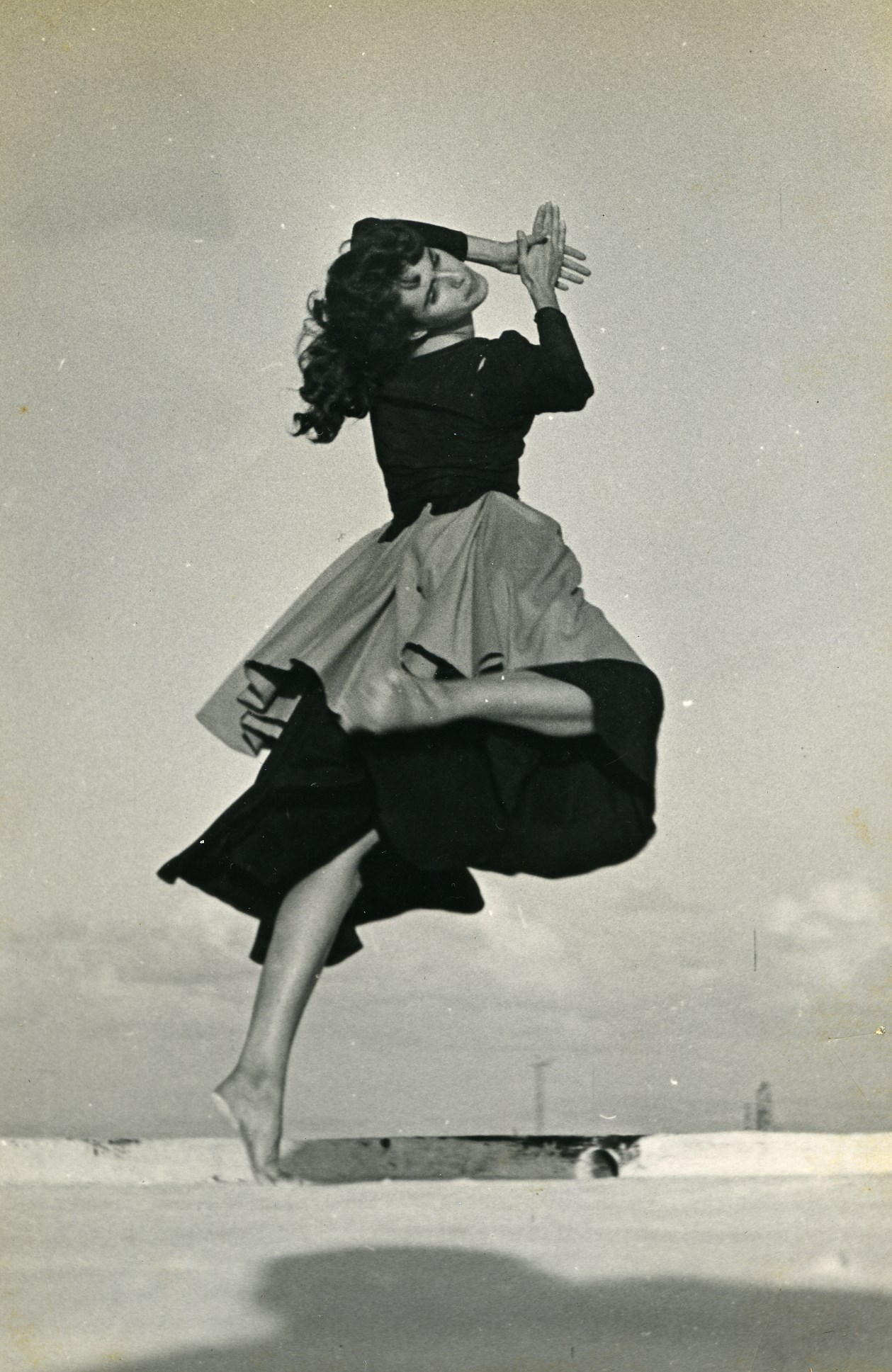
В постановке «Огонь в горах» (1951)

В 1954 году Рина Шахам устроила свой первый сольный вечер, посвященный её произведению «Горькие воды». Критики высоко оценили её драматический талант, абсолютное техническое мастерство и художественный вкус в составлении программы и выборе музыки. Здесь её уже называли «одной из самых многообещающих танцовщиц Израиля». После этого успеха Рина Шахам начала создавать групповые танцы в разных композициях.
В начале 1960-х годов зародилась дружба и сотрудничество с еврейско-американской танцовщицей и хореографом Анной Соколовой, основательницей Лирического театра. В 1963 году Рина основала свою труппу «Камерная труппа современного танца», которая просуществовала более 40 лет до самой смерти Рины.
Поскольку у танцевальной труппы Рины Шахам не было постоянного источника финансирования, Рине Шахам приходилось полагаться на бюджеты, гранты и стипендии, которые предоставлялись ей ad hoc различными организациями, например Советом по культуре в Министерстве образования, Фондом американо-израильской культуры и другими. Только упорство Рины Шахам, её приверженность цели и абсолютная вера в свой творческий путь позволили группе продолжать свою деятельность на протяжении десятилетий.
В 1971-1974 годах являлась членом Совета по культуре и искусству при Министерстве образования и культуры Израиля.
В 1976 году Рина Шахам совместно с Риной Глюк основала труппу «Бат Шева 2» с целью формирования коллектива профессиональных танцоров, которые позже присоединятся к материнской труппе — «Бат Шева». Они вместе были художественными руководителями «Бат-Шева 2» в течение 4 лет.
В 1989—1999 годах руководила танцевальной программой в Высшей школе искусств Виццо в Хайфе. Воспитала несколько поколений актёров, в течение многих лет обучая студентов актёрскому мастерству и драматическому искусству в Тель-Авивском университете.
Рину Шахам приглашали проводить уроки и курсы в рамках мастер-классов для танцоров, в том числе в Университете Южной Калифорнии (Лос-Анджелес, Калифорния, 1976 год) и Миллс-колледже (Окленд, Калифорния, 1976 год). В 1977 году Шахама пригласили в качестве приглашенного преподавателя в танцевальную школу Tanz-Forum Koln в Кельне (Германия). В середине 1990-х Рина Шахам была удостоена награды муниципалитета Тель-Авива за жизненные достижения в области танца и хореографии.
Умерла 22 июля 2004 года в Тель-Авиве.

## Стиль
Хореография Рины Шахам отличалась интеллектуальной глубиной, выразительностью и эмоциональностью, её номера характеризовались большой музыкальностью и нередко юмором. Источниками идей для её произведений становились разные жизненные ситуации: отношения между людьми («Светлое разочарование» — 1954, «Адам и пейзажи» — 1955), личные переживания («Видения» — 1965, «Перевернутый тигр» — 1980), природа и окружающая среда («Концерт» — 1965, «Сегодня день рождения солнца» — 1986), текущие события («Тревоги и тишина» — 1976, «Спутанность» — 1983), Холокост («Дымовые завесы» — 1988), литературные и библейские сюжеты («Горькая вода» — 1954, «Самсон и Далила» — 1957).

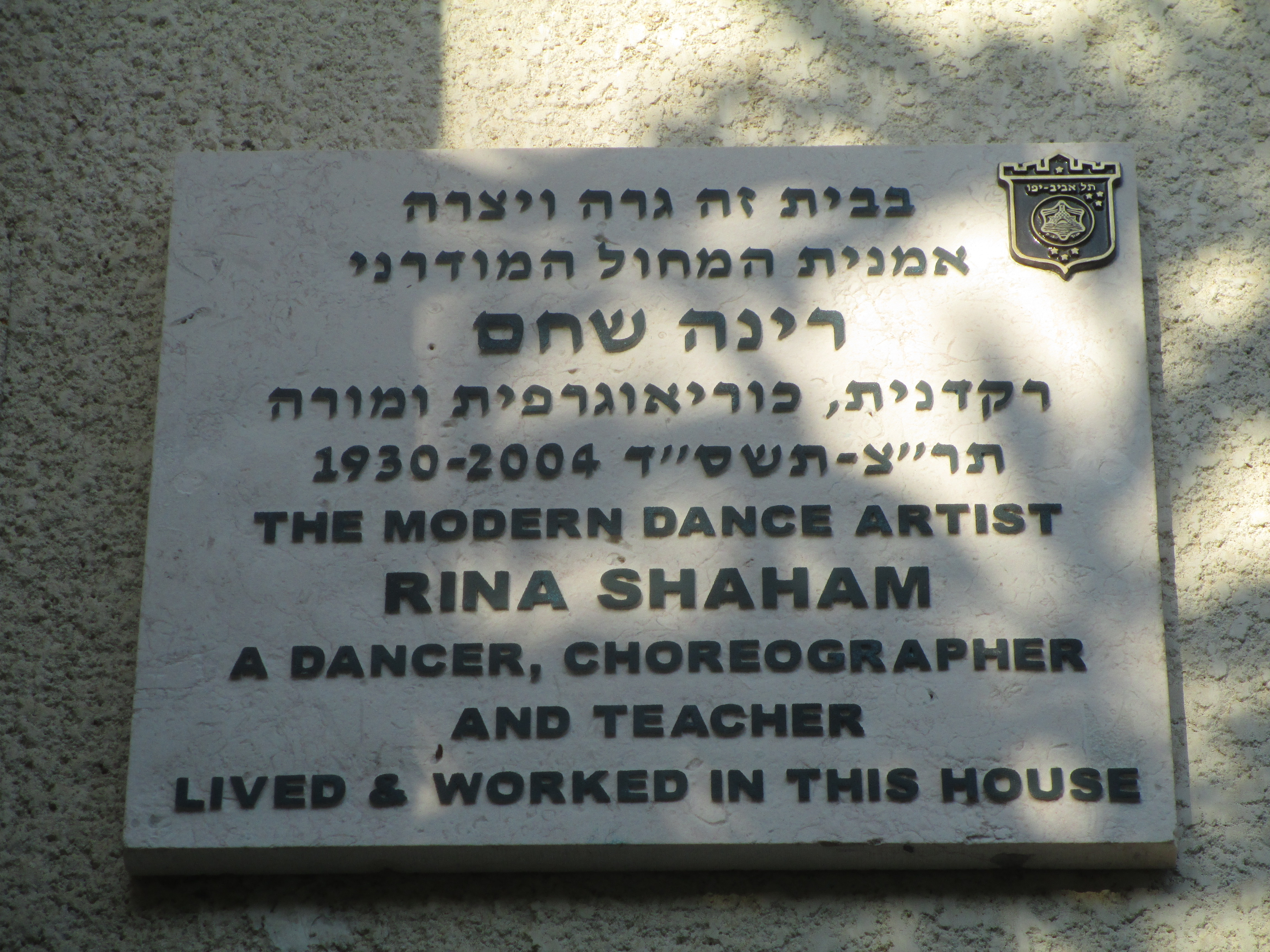
Памятная доска у входа в дом Рины Шахам

## Память
- Муниципалитет Тель-Авива установил памятную доску у входа в дом Рины Шахам на улице Яаков де Хазе, 14 в Тель-Авиве;
- В Музее еврейского народа на территории кампуса Тель-Авивского университета в экспозиции, посвящённой танцевальному искусству, Рине Шахам посвящён отдельный стенд.

## Семья
Муж — Давид Шахам. Поженились в 1948 году, развелись в конце 1970-х годов.
Дети — Милат Шахам Якир и Далит (Шахам) Гилберг.